# Йохан фон Велц
Йохан фон Велц (на немски: Johann von Welz; * 1506; † 1558) е австрийски благородник от фамилията Велц в Щирия.

## Произход
Той е син на Рупрехт фон Велц († 1526) и съпругата му Маргарета фон Райхенбург. Родът на фрайхерен фон Велц притежава множество дворци в Каринтия и Щирия.

## Фамилия
Йохан фон Велц се жени за Анна фон Шерфенберг (1507 – 1544), дъщеря на Кристоф фон Шерфенберг, господар в Хоенванг в Щирия († сл. 1521) и Радегунда фон Арберг († сл. 1526). Те имат две деца:
- Радегунда фон Велц (* 1529), омъжена 1549 г. за Еразмус Щадлер († пр. 1590), син на Бернхард Щадлер († 1512) и София Лайнингер
- Рупрехт фон Велц (1530 – 1574), женен за София Шрот фон Киндберг († 1580), дъщеря на Кристоф Шрот фон Киндберг († 1567) и Кристина фон Линдек; имат дъщеря